# アルフォンソ・カソ
アルフォンソ・カソ（Alfonso Caso y Andrade、1896年2月1日 - 1970年9月30日）は、メキシコの考古学者。モンテ・アルバンの発掘で特に知られる。

## 生涯
カソはメキシコシティで生まれた。メキシコ国立大学（現メキシコ国立自治大学）で法学を学び、1918年から同大学の法学部で教えていたが、モレロス州のショチカルコ遺跡を見て考古学に転じ、国立博物館でヘルマン・バイアーに学んだ。1930年にメキシコ国立大学の民族学教授に就任し、また国家博物館の考古学部門の長にも就任した。1940年に退官した。
1927年に学術誌『メキシコ人類学報』(Revista mexicana de estudios antropológicos)を創刊した。
1931年からオアハカ州のモンテ・アルバン遺跡の発掘を主導し、1932年には有名な7号墳墓を発掘した。その後も1943年まで発掘を続けた。しかし調査結果の大部分は生前には公刊されないまま残された。
カソはまたミシュテカ絵文書を研究した。カソは絵文書をもとにミシュテカの王統について詳しく知ることができた。モンテ・アルバンほかのオアハカ州の碑文の文字（サポテカ文字）の権威でもあったが、長い研究期間にもかかわらず解読できたのはごく一部分にすぎなかった。
1939年に国立人類学歴史研究所(INAH)と国立人類学歴史学校(ENAH)を設立し、その初代所長だった（1944年まで）。1944年から翌年までメキシコ国立大学の校長、1949年に国立先住民研究所(INI)が設立されると、生涯その所長をつとめた。

## 主要な著書
- Las Estelas Zapotecas. Talleres Gráficos de la Nación. (1928)
- “La religión de las aztecas”. Enciclopedia ilustrada mexicana. 1. (1936)
- “El Mapa de Teozacoalco”. Cuadernos Americanos 8 (7):  145-181. (1949).
- Urnas de Oaxaca. Instituto Nacional de Antropología e Historia. (1952)（イグナシオ・ベルナルと共著）
- El Pueblo del Sol. Fondo de Cultura Económica. (1953)
- Comentario al Códice Bodley 2858. Sociedad Mexicana de Antropología. (1960)
- Comentario al Códice Selden 3135 (A.2). Sociedad Mexicana de Antropología. (1964)
- Interpretación del Códice Colombino. Sociedad Mexicana de Antropología. (1966)
- Los Calendarios Prehispánicos. Universidad Nacional Autónoma de Mexico. (1967)
- La cerámica de Monte Albán. Instituto Nacional de Antropología e Historia. (1967)（イグナシオ・ベルナルと共著）
- El tesoro de Monte Albán. Instituto Nacional de Antropología e Historia. (1969)
- Reyes y reinos de la Mixteca. Fondo de Cultura Económica. (1977-1979)（2冊、没後に出版）